# Ugo Malvano
Ugo Malvano (Torino, 24 novembre 1878 – Finale Ligure, 12 agosto 1958) è stato un pittore italiano.

## Biografia
Di origine ebraica, appartenne alla cerchia degli artisti torinesi del suo tempo, tra cui l'amico Cino Bozzetti. Venne influenzato dall'impressionismo durante i suoi anni a Parigi. Numerosi furono i suoi paesaggi di montagna e i quadri della campagna torinese. Laureatosi in medicina, si arruolò come volontario alpino durante la prima guerra mondiale. Lavorò presso il suo studio di via Rossini nel capoluogo piemontese e sposò la pittrice Nella Marchesini.
Espose alla Galleria Chéron di Parigi nel 1928, alla Galleria Guglielmi di Torino nel 1933 e alla "Bussola" nel 1946. Partecipò a diverse edizioni della mostra della Società Promotrice di Belle Arti, dove fino al 1911 ebbe una parete dedicata. Le sue opere sono esposte alla Galleria civica d'arte moderna e contemporanea di Torino.
Sua figlia fu la storica dell'arte Laura Malvano.